# فيرونيكا بلوم
فيرونيكا بلوم (بالإسبانية: Veronica Blume)‏ هي عارضة وممثلة إسبانية، ولدت في 17 يوليو 1977.

## وصلات خارجية
- فيرونيكا بلوم على موقع IMDb (الإنجليزية)
- فيرونيكا بلوم على موقع قاعدة بيانات الفيلم (الإنجليزية)
- فيرونيكا بلوم على موقع دليل عارضات الأزياء (الإنجليزية)